# Persönliches Budget
Das Persönliche Budget ermöglicht Menschen mit einem Anspruch auf Leistungen zur Teilhabe bzw. der Eingliederungshilfe (für Menschen mit z. B. einer Behinderung oder chronischen Erkrankung) anstelle der traditionellen Sach- oder Dienstleistungen eine Geldleistung oder – in Ausnahmefällen – Gutscheine zu erhalten. Der Empfangsberechtigte kann im Rahmen der vereinbarten Kriterien und Auflagen selbst entscheiden, wann und in welchem Umfang er welche Dienstleistung oder Unterstützung durch welche Person oder Einrichtung/Institution bzw. Unternehmung in Anspruch nehmen möchte. Diese Leistung bezahlt der Empfänger des Persönlichen Budgets als Kunde oder Auftraggeber dann unmittelbar selbst aus dem erhaltenen Betrag an den Dienstleistenden; das sozialrechtliche Dreiecksverhältnis wird aufgelöst.

## Situation in Deutschland
Seit dem 1. Januar 2008 besteht in der Bundesrepublik Deutschland ein Rechtsanspruch auf das Persönliche Budget. Diese Entwicklung ist maßgeblich geprägt durch das neue Rehabilitationsrecht (Sozialgesetzbuch I–XII mit Schwerpunkt SGB IX).
Das Persönliche Budget ist eine Leistungsform für Teilhabeleistungen der Rehabilitationsträger des Neunten Buches Sozialgesetzbuch Rehabilitation (§ 29 SGB IX). Träger sind zum Beispiel die Arbeitsagentur (SGB III), die gesetzliche Krankenversicherung (SGB V), die gesetzliche Rentenversicherung (SGB VI), die Träger der Kindern- und Jugendhilfe (über § 35a SGB VIII), die Träger der Eingliederungshilfe (SGB IX) und die Sozialhilfeträger (SGB XII). Auch die Pflegekassen (SGB XI) und die Integrationsämter können Leistungen in der Form eines Persönlichen Budgets erbringen. Das Persönliche Budget kann nur auf Antrag des Leistungsberechtigten gewährt werden. 
Inhaltliche Vorgaben und Regelungen über das Verwaltungsverfahren sind in § 29 SGB IX festgelegt. Das Persönliche Budget wird in der Regel als monatliche Geldleistung gewährt.
Die Höhe des Persönlichen Budgets orientiert sich am individuellen Bedarf und soll die Höhe der bisherigen Sachleistungen nicht überschreiten. Durch die Leistungsform des Persönlichen Budgets soll das Wunsch- und Wahlrecht des behinderten Menschen gestärkt werden. Grundlage des Persönlichen Budgets ist eine Zielvereinbarung zwischen dem leistungsberechtigten Menschen (Budgetnehmer) und dem oder den Leistungsträger(n) (Krankenkasse, Pflegekasse, Sozialamt, Rentenversicherung, Integrationsamt). Sind mehrere Leistungsträger beteiligt, spricht man von einer „trägerübergreifenden Komplexleistung“.
Am Jahresende 2018 nahmen insgesamt 10.410 Personen ein Persönliches Budget in Anspruch.

## Situation in der Schweiz
In den Kantonen Basel-Stadt, St. Gallen und Wallis lief vom 1. Januar 2006 bis Ende 2011 der Pilotversuch Assistenzbudget, welches einem Persönlichen Budget entspricht. Der Pilotversuch hat den hohen Nutzen für die teilnehmenden Menschen mit Behinderung bestätigt, nicht aber die erwartete Kostenneutralität.
Seit 1. Januar 2012 gibt es in der Schweiz den sog. Assistenzbeitrag, der mit der 6. Revision des Invalidenversicherungsgesetzes eingeführt wurde. Mit dem Assistenzbeitrag können nur Assistenzleistungen finanziert werden, die von Personen erbracht werden, die von der behinderten Person (oder ihrer gesetzlichen Vertretung) im Rahmen eines Arbeitsvertrags direkt angestellt worden sind. Assistenzleistungen von Angehörigen oder von Organisationen werden im Rahmen des Assistenzbeitrags nicht entschädigt.
Im Jahr 2019 bezogen 2612 Erwachsene und 696 Minderjährige einen Assistenzbeitrag der Invalidenversicherung.

## Situation in Österreich
Es bestehen ebenfalls Überlegungen, das Persönliche Budget einzuführen. Momentan (Stand April 2014) kann nur in einem Bundesland, der Steiermark, das Persönliche Budget beantragt werden. Kritisiert wird, dass Menschen mit seelischen Behinderungen/psychischen Erkrankungen keinen Anspruch auf das Persönliche Budget haben.
Im April 2016 startete in Tirol ein Pilotprojekt. Umfasst war nur die Assistenz für die Freizeitgestaltung und den Alltag, nicht aber am Arbeitsplatz, da diese vom Bund finanziert wurde. Am 1. Juli 2018 trat das Tiroler Teilhabegesetz in Kraft, das unter anderem das „Persönliche Budget“ vorsieht.

## Situation in anderen europäischen Ländern
Auch in anderen europäischen Ländern (wie den Niederlanden) gibt es das Instrument des Persönlichen Budgets.

## Beispiele für Persönliche Budgets
Grundsätzlich ist jede „Leistung zur Teilhabe“ auch budgetfähig. Dadurch ergeben sich extrem viele Möglichkeiten, das Persönliche Budget anzuwenden.
Eine Liste mit ausführlichen Beispielen:
- Budget für Arbeit
- BMAS Beispiele Persönliches Budget
- Fallbeispiele Persönliches Budget – Wissenschaftliche Begleitforschung, Universität Dortmund, Universität Tübingen (Januar 2006) (PDF-Datei; 55 kB)
- Fallbeispiele der Lebenshilfe für Menschen mit geistiger Behinderung e. V. (November 2008) (PDF-Datei; 95 kB)

Sollte in den hier verlinkten Beispielen keines enthalten sein, das auf eine konkrete Situation passt, dann heißt das nicht, dass für die konkrete Situation kein Persönliches Budget möglich ist. Es ist einfach unmöglich, alle möglichen Situationen in einem überschaubaren Rahmen als Beispiel aufzuführen.

## Probleme in der Praxis
Viele Leistungsträger setzen dem Empfänger des Persönlichen Budgets in der Zielvereinbarung sehr genaue Grenzen, wie er das PB zu verwenden hat. Die allgemeine Definition des PB bietet aber sehr viel mehr Möglichkeiten, um das erhaltene Geld korrekt einzusetzen. Das PB scheitert in der Praxis meistens daran, dass der Empfänger das erhaltene Geld ohne Rücksprache mit dem Leistungsträger auf eine andere Art und Weise einsetzt, die laut Definition des PB völlig in Ordnung ist, aber gegen die oft sehr viel konkretere Zielvereinbarung verstößt.
Viele Behörden wissen zudem nicht, was ein Persönliches Budget ist, woraus des Öfteren Probleme entstehen können. Beispielsweise könnten Träger von ALG2 und Sozialhilfe die im Rahmen des Persönlichen Budgets erhaltenen, zweckgebunden ausgezahlten Geldbeträge eines anderen Trägers als Einkommen anrechnen. Beispiel: Der Leistungsbezieher ist arbeitslos und beschäftigt im Rahmen des Persönlichen Budgets als Arbeitgeber einen Arbeitnehmer, der die Leistungen erbringt. Das ist möglich, aber für einen Jobcenter-Mitarbeiter mit Standardwissen in der Regel nicht nachvollziehbar.
Leistungen, die vorher im herkömmlichen System einfach nicht angerechnet wurden (z. B. ein Sozialhilfeempfänger besucht mit einer Fachkraft eines größeren Leistungserbringers das Kino und muss z. B. die Kinokarte nicht selbst zahlen), erscheinen im Rahmen des PB in einem anderen Licht. In der Sozialhilfe ist ein Kinobesuch (in Bruchstücken) enthalten. Wird dem Sozialhilfebezieher das Geld für einen Kinobesuch vom Leistungsträger des PB überwiesen, um mit einer ebenfalls selbst mit dem PB gezahlten Fachkraft das Kino besuchen zu können, so ist der Ärger mit dem Sozialhilfeträger fast schon vorprogrammiert.

## Rechtsprechung
In einem Urteil des Bundessozialgerichts vom November 2011 wurde klargestellt, dass z. B. die so genannten Leistungen zur „Teilhabe am Arbeitsleben“, die bislang ausschließlich in einer so genannten Werkstatt für Menschen mit Behinderung (WfbM) erbracht wurden, nicht allein deshalb vom Persönlichen Budget ausgespart werden können, weil einer Einrichtung die Anerkennung als „WfbM“ fehlte. Der zum Zeitpunkt des Urteils amtierende Beauftragte der Bundesregierung für die Belange behinderter Menschen Hubert Hüppe forderte anschließend in einer Stellungnahme:

„... die Kostenträger seien jetzt aufgerufen, der Klarstellung des Bundessozialgerichts zu folgen und Werkstattleistungen auch ohne Anbindung an Werkstätten für behinderte Menschen zu gewähren. Im Rahmen des Persönlichen Budgets müssten die Leistungen dem Menschen folgen und nicht umgekehrt.“